# بيت الساحل
بيت الساحل هو قصر لسلطان زنجبار الذي تم تدميره في الحرب الزنجبارية الإنجليزية في عام 1896 ، وهو واحد من أهم المباني التاريخية في المدينة الحجرية في زنجبار. يتكون من ثلاث طوابق وجدران بيضاء، ويقع في طريق مزينجاني، على شاطئ البحر، بين بيت العجائب والمستوصفة القديمة.

## التاريخ
تم بناء هذا القصر في أواخر القرن الـ19 ليكون مقر إقامة للسلطان وأسرته. بعد ثورة زنجبارفي عام 1964 تم رسميا تغيير اسمه إلى "قصر الشعب" وتم إستخدامه كمقر للحكومة. في عام 1994 تم تحويله إلى متحف يتحدث عن العائلة السلطانية وتاريخها.
خصصت أحد الطوابق في المتحف  للسلطان خليفة بن حارب، وآ خر للسيدة سالمة المعروفة باسم إيميلي رويتي الأميرة السابقة التي  فرت من السلطنة إلى أوروبا مع زوجها ؛ المعروضات تشمل بعض من كتاباتها وملابسها واكسسوارات حياتها اليومية.

## صور

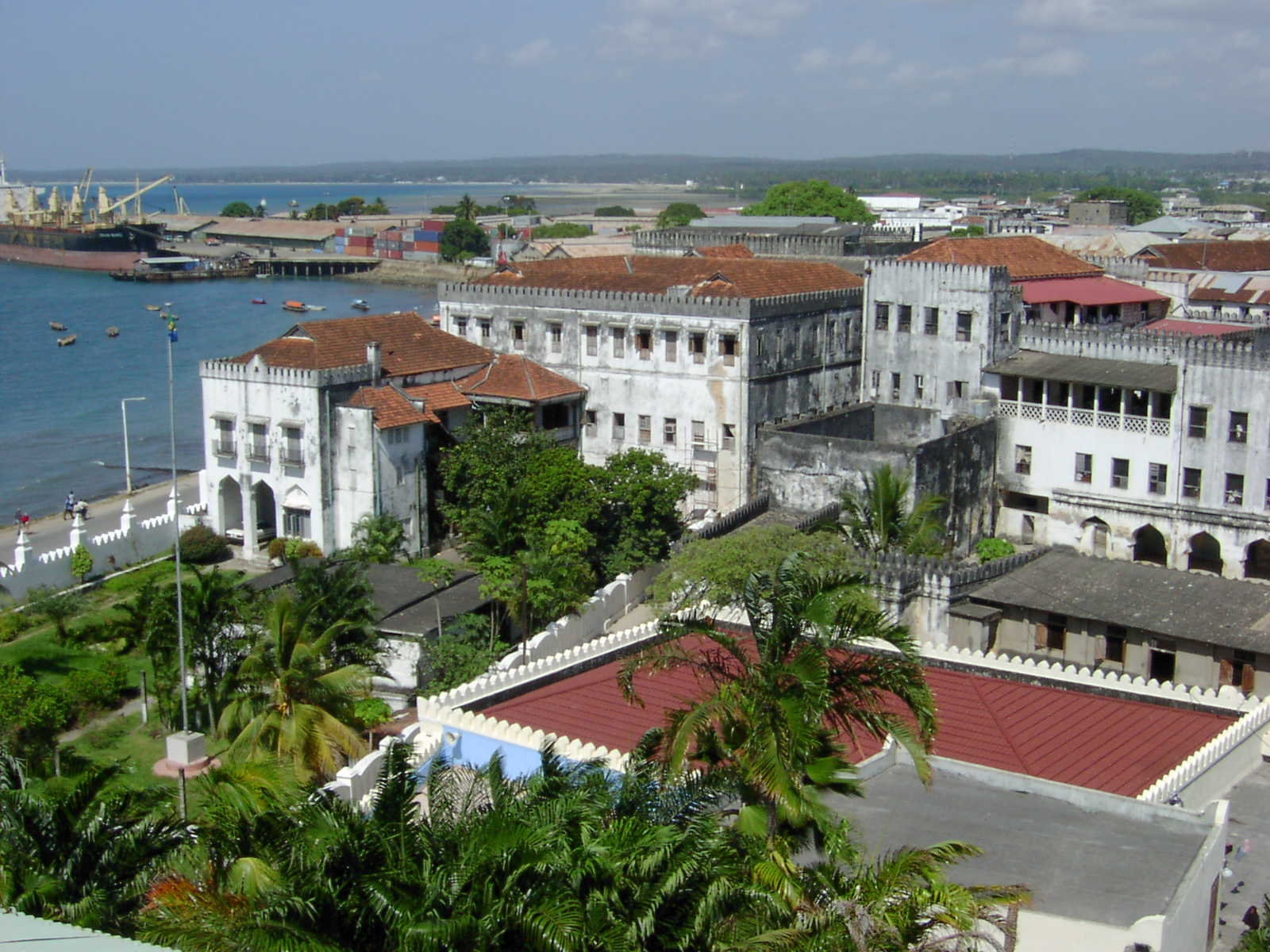
قصر السلطان كما يتضح من الطابق العلوي من بيت العجائب